# L'Art à l'état gazeux
L’Art à l’état gazeux : essai sur le triomphe de l’esthétique est un ouvrage paru en 2003 dans lequel le philosophe Yves Michaud analyse les pratiques et théories de l’art contemporain dans la réalité sociale du début du XXIe siècle et décrit un nouveau régime esthétique succédant à la modernité et la postmodernité du XXe siècle.